# Chris Minard
Christopher "Chris" Minard, född 18 november 1981, är en kanadensisk professionell ishockeyforward som spelar för Düsseldorfer EG i Deutsche Eishockey Liga (DEL). Han har tidigare spelat på NHL-nivå för Pittsburgh Penguins och Edmonton Oilers och på lägre nivåer för Kölner Haie i DEL, Milwaukee Admirals, Albany River Rats, Lowell Devils, W-B/Scranton Penguins, Springfield Falcons och Grand Rapids Griffins i American Hockey League (AHL), Pensacola Ice Pilots och Alaska Aces i ECHL, San Angelo Saints i Central Hockey League (CHL) och Owen Sound Platers, Toronto St. Michael's Majors och Oshawa Generals i Ontario Hockey League (OHL).
Minard blev aldrig draftad av någon NHL-organisation. Han vann Stanley Cup med Pittsburgh Penguins för säsongen 2008-2009, han fick dock inte sitt namn ingraverad på pokalen på grund av att han inte spelade tillräckligt med matcher för Penguins.
Han är yngre bror till den före detta ishockeymålvakten Mike Minard som spelade en NHL-match i sin spelarkarriär, det var med Edmonton Oilers under säsongen 1999-2000.

## Statistik
| 1996–1997   | Woodstock Navy Vets            | NDJCHL      | 5   | 1   | 2   | 3   | 25  | —  | —  | — | —  | —  |
| 1997–1998   | Owen Sound Platers             | OHL         | 9   | 0   | 1   | 1   | 0   | 1  | 0  | 0 | 0  | 2  |
| 1998–1999   | Owen Sound Platers             | OHL         | 43  | 6   | 9   | 15  | 18  | —  | —  | — | —  | —  |
| 1999–2000   | Owen Sound Platers             | OHL         | 38  | 12  | 14  | 26  | 39  | —  | —  | — | —  | —  |
|             | Toronto St. Michael's Majors   | OHL         | 28  | 5   | 14  | 19  | 6   | —  | —  | — | —  | —  |
| 2000–2001   | Toronto St. Michael's Majors   | OHL         | 40  | 11  | 8   | 19  | 28  | —  | —  | — | —  | —  |
|             | Oshawa Generals                | OHL         | 28  | 12  | 12  | 24  | 18  | —  | —  | — | —  | —  |
| 2001–2002   | Oshawa Generals                | OHL         | 67  | 36  | 35  | 71  | 20  | 5  | 2  | 3 | 5  | 6  |
| 2002–2003   | Pensacola Ice Pilots           | ECHL        | 72  | 15  | 17  | 32  | 71  | 4  | 0  | 0 | 0  | 6  |
| 2003–2004   | San Angelo Saints              | CHL         | 64  | 39  | 36  | 75  | 51  | 5  | 1  | 1 | 2  | 2  |
| 2004–2005   | Alaska Aces                    | ECHL        | 69  | 49  | 29  | 78  | 54  | 15 | 4  | 4 | 8  | 12 |
|             | Milwaukee Admirals             | AHL         | 1   | 0   | 0   | 0   | 0   | —  | —  | — | —  | —  |
| 2005–2006   | Albany River Rats              | AHL         | 37  | 7   | 12  | 19  | 26  | —  | —  | — | —  | —  |
|             | Alaska Aces                    | ECHL        | 33  | 26  | 16  | 42  | 38  | 22 | 14 | 5 | 19 | 54 |
| 2006–2007   | Lowell Devils                  | AHL         | 65  | 32  | 17  | 49  | 30  | —  | —  | — | —  | —  |
| 2007–2008   | Pittsburgh Penguins            | NHL         | 15  | 1   | 1   | 2   | 10  | —  | —  | — | —  | —  |
|             | Wilkes-Barre/Scranton Penguins | AHL         | 56  | 25  | 17  | 42  | 33  | 23 | 11 | 6 | 17 | 10 |
| 2008–2009   | Pittsburgh Penguins            | NHL         | 20  | 1   | 2   | 3   | 4   | —  | —  | — | —  | —  |
|             | Wilkes-Barre/Scranton Penguins | AHL         | 54  | 34  | 23  | 57  | 38  | 12 | 6  | 3 | 9  | 12 |
| 2009–2010   | Edmonton Oilers                | NHL         | 5   | 0   | 1   | 1   | 0   | —  | —  | — | —  | —  |
|             | Springfield Falcons            | AHL         | 40  | 22  | 16  | 38  | 18  | —  | —  | — | —  | —  |
| 2010–2011   | Grand Rapids Griffins          | AHL         | 79  | 18  | 17  | 35  | 45  | —  | —  | — | —  | —  |
| 2011–2012   | Grand Rapids Griffins          | AHL         | 39  | 21  | 11  | 32  | 25  | —  | —  | — | —  | —  |
| 2012–2013   | Kölner Haie                    | DEL         | 52  | 23  | 15  | 38  | 32  | 12 | 3  | 1 | 18 |    |
| 2013–2014   | Kölner Haie                    | DEL         | 52  | 18  | 15  | 33  | 93  | 17 | 8  | 2 | 10 | 8  |
| 2014–2015   | Kölner Haie                    | DEL         | 45  | 12  | 11  | 23  | 55  | —  | —  | — | —  | —  |
| 2015–2016   | Düsseldorfer EG                | DEL         | 52  | 12  | 4   | 16  | 54  | 5  | 0  | 2 | 2  | 0  |
| 2016–2017   | Düsseldorfer EG                | DEL         | 42  | 3   | 5   | 8   | 28  | —  | —  | — | —  | —  |
| NHL totalt  | NHL totalt                     | NHL totalt  | 40  | 2   | 4   | 6   | 14  | —  | —  | — | —  | —  |
| DEL totalt  | DEL totalt                     | DEL totalt  | 243 | 68  | 50  | 118 | 262 | 34 | 11 | 5 | 16 | 26 |
| AHL totalt  | AHL totalt                     | AHL totalt  | 371 | 159 | 113 | 272 | 215 | 35 | 17 | 9 | 26 | 22 |
| ECHL totalt | ECHL totalt                    | ECHL totalt | 174 | 90  | 62  | 152 | 163 | 41 | 18 | 9 | 27 | 72 |
| OHL totalt  | OHL totalt                     | OHL totalt  | 253 | 82  | 93  | 175 | 129 | 6  | 2  | 3 | 5  | 8  |